# Boss råsen
Boss råsen är en ögrupp i öster om Vänö i Kimitoöns kommun i Finland. Den ligger i Skärgårdshavet i den sydvästra delen av landet, omkring 64 kilometer söder om Åbo och omkring 150 kilometer väster om Helsingfors.
Boss råsen omfattar skären Inre Bosskär, Stora Bosskär, Boss grunden och Ytterstgrunden (vid Vänö, Kimitoön). Väster om Boss råsen ligger Hemören och Vänö. I norr är havet ganska öppet upp mot Tunnhamn med enstaka öar som Stora Dunskär. I öster ligger Vänö fjärden och på andra sidan den Västra öarna. I söder är vattnen grunda och stenfyllda och en riklig skärgård breder via Stora och Lilla Ådskär, Kummelskär och Stockskären ut sig mot sydväst.